# Ortorombiska kristallsystemet

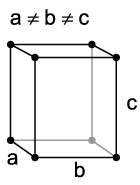
Ortorombisk kristall

Det ortorombiska kristallsystemet, tidigare rombiska kristallsystemet, har tre olika långa axlar som skär varandra i räta vinklar.
Detta ger kristallformer som baspinakoider, pyramider, rombiska dubbelpyramider och rombiska prismor.
Exempel på mineral i detta kristallsystem är alexandrit, peridot, staurolit, svavel och topas.